# Österreichische Ski-Meisterschaften 1913
Die 7. Österreichische Ski-Meisterschaft fand im Rahmen des 7. Verbandswettlaufes des Österreichischen Skiverbandes vom 15. bis 16. Februar 1913 in Bad Aussee im Kronland Steiermark statt.
Zum Österreichischen Ski-Meister für 1913 krönte sich der in Wien studierende Vorarlberger Josef Bildstein.
Der Langlauf der ÖSV-Meisterschaft zählte ebenso zur akademischen Ski-Meisterschaft die Paul Rotter aus Prag für sich entschied.

## Organisation
Die Ausrichtung der Veranstaltung oblag dem Wintersportverein Bad Aussee. Die Oberleitung oblag dem Bezirksrichter Dr. Rudolf von Arvay.

## Preise
Der Gewinner der österreichischen Meisterschaft erhielt die goldene Plakette des Österreichischen Skiverbandes, die zweit- bis viertplatzierten erhielten Ehrenurkunden.
Die traditionellen Wiset-Preise des Wintersportvereines Bad Aussee gewannen E. W. Baader aus München im Sprunglauf und Arild Berg aus Christiania im Langlaufbewerb.

## Teilnehmer
An den Senioren-Bewerben nahmen neben den Norwegern Matthias Aas, Emil Knudsen und Arild Berg die zu der Zeit in Wien, Mühlbach am Hochkönig bzw. München ansässig waren, vier Sportler aus dem Deutschen Reich und 19 Österreicher aus den Städten Wien und Prag sowie aus den österreichischen Alpenländern teil. Die drei letztjährigen erstplatzierten Norweger Lauritz Bergendahl, Johann Henricksen und Per Simonsen hatten nicht genannt. Im Unterschied zur Meisterschaft von 1912 auf dem Bödele konnten sich die Österreicher diesmal gegen die starke internationale Konkurrenz behaupten.

## Senioren-Wettbewerbe

### Seniorenlauf
| Platz | Land | Sportler            | Verein                | Zeit       | Note  |
| ----- | ---- | ------------------- | --------------------- | ---------- | ----- |
| 1     | NOR  | Arild Berg          | Norsk Skiklub München | 55:35,0    | 1,000 |
| 2     | AUT  | Paul Rotter         | DEHG Prag             | 56:49,0    | 1,075 |
| 3     | NOR  | Mathias Aas         | Die Weißen Elf Wien   | 57:19,0    | 1,115 |
| 4     | NOR  | Emil Knudsen        | Skiklub Mühlbach      | 58:06,00   | 1,13  |
| 5     | AUT  | Josef Bildstein     | Ö.W.S.C. Wien         | 1:00:16,00 | ?     |
| 6     | AUT  | Franz Bernhofer     | Die Weißen Elf Wien   | 1:01:41,00 | ?     |
| 7     | GER  | Werner Scharschmied | SC Arlberg            | 1:02:15,00 | ?     |
| 8     | AUT  | Karl Witzlsperger   | A. S. C. Wien         | 1:03:15,00 | ?     |
| 9     | GER  | E. W. Baader        | Skiclub Schwarzwald   | 1:03:20,00 | ?     |
| 10    | AUT  | Franz Höplinger     | WSV St. Wolfgang      | 1:03:35,00 | ?     |
| 11    | AUT  | Josef Obereder      | V.S.S. Graz           | 1:04:11,00 | ?     |
| 12    | AUT  | Erwin Merlet        | Skiklub Innsbruck     | 1:05:16,00 | ?     |
| 13    | GER  | Johann Schult       | Skiclub Schliersee    | 1:06:15,00 | ?     |
| 14    | AUT  | Anton Habtmann      | Skiklub Innsbruck     | 1:06:57,00 | ?     |

Datum: 15. Februar 1913
 Die Strecke führte über 15 km vom Weinzierlhaus am Sandling zum Schmiedgut bei Bad Aussee. Gelaufen wurde bei sehr guten Wetterbedingungen und guten Schneeverhältnissen.

Höhenunterschied: 600 m

Gegensteigung: 250 m.

Teilnehmer: 25

### Sprunglauf Senioren 1. Klasse
| Platz | Land | Sportler            | Verein         | Weite            | Note  |
| ----- | ---- | ------------------- | -------------- | ---------------- | ----- |
| 1     | GER  | E. W. Baader        | SC Schwarzwald | 30,5 m / 3 gest. | 1,203 |
| 2     | AUT  | Josef Bildstein     | Ö.W.S.C. Wien  | 29,0 m / 3 gest. | 1,615 |
| 3     | GER  | Werner Scharschmied | SC Arlberg     | 29,5 m / 3 gest. | 1,825 |

Datum: 16. Februar 1913
 Sprunganlage: Bildstein-Schanze

Teilnehmer: 20
 Der als Favorit eingestufte Norweger Emil Knudsen enttäuschte und stürzte bei jedem seiner drei Sprünge.
 Außer Konkurrenz sprangen Sepp Bildstein und Thorleif Aas auf 38 m (gestanden) sowie der deutsche Richard Walter auf 35 m (gestanden).
 Dem Kampfgericht bei allen Sprungbewerben gehörten Geza von Wolfstein, Dr. Rudolf von Arvay, Thorleif Aas, Richard Baumgartner und Richard Walter an.

### Sprunglauf Senioren 2. Klasse
| Platz | Land | Sportler      | Verein         | Weite            | Note   |
| ----- | ---- | ------------- | -------------- | ---------------- | ------ |
| 1     | AUT  | Ambros Scholz | ÖSV Wien       | 28,0 m / 1 gest. | 2,4265 |
| 2     | AUT  | Wilhelm Kals  | WSV Bad Aussee | 24,0 m / 1 gest. | 3,026  |
| 3     | AUT  | Franz Janis   | WSV Bad Aussee | 20,0 m / 1 gest. | 3,068  |

Datum: 16. Februar 1913
 Sprunganlage: Bildstein-Schanze

Teilnehmer: 7

### Zusammengesetzter Lauf
| Platz | Land | Sportler            | Verein                | Note   |
| ----- | ---- | ------------------- | --------------------- | ------ |
| 1     | AUT  | Josef Bildstein     | Ö.W.S.C. Wien         | 1,6075 |
| 2     | AUT  | Paul Rotter         | DEHG Prag             | 1,6117 |
| 3     | GER  | E. W. Baader        | SC Schwarzwald        | 1,6265 |
| 4     | GER  | Werner Scharschmied | Skiclub Arlberg       | ?      |
| 5     | AUT  | Josef Obereder      | V.S.S. Graz           | ?      |
| 6     | GER  | Ludwig Römer        | Ski-Riege Münchner TB | ?      |
| 7     | AUT  | Dr. Erwin Merlet    | Skiklub Innsbruck     | ?      |
| 8     | AUT  | Ambros Scholz       | Ö.S.V. Wien           | ?      |
| 9     | NOR  | Emil Knudsen        | Skiklub Mühlbach      | ?      |

Datum: 15. und 16. Februar 1913

Sepp Bildstein gewann als erst dritter Österreicher die Österreichische Ski-Meisterschaft.

## Junioren-Wettbewerbe

### Juniorenlauf
| Platz | Land | Sportler           | Verein         | Zeit     | Note |
| ----- | ---- | ------------------ | -------------- | -------- | ---- |
| 1     | AUT  | Karl von Kutschera | V.S.S. Graz    | 25:15,20 | ?    |
| 2     | AUT  | Josef Ganiesl      | WSV Goisern    | 26:06,00 | ?    |
| 3     | AUT  | Eduard Danner      | WSV Bad Aussee | 26:28,75 | ?    |
| 4     | AUT  | Norbert Gatti      | ATV Graz       | 26:40,60 | ?    |

Datum: 15. Februar 1913
Strecke: Der Juniorenlauf führte über eine Länge von 6 km vom Hähertritt bis zum Schmiedgut in Bad Aussee.
 Höhenunterschied: 300 m
 Gegensteigung: 150 m

Im ersten Drittel wies die Juniorenstrecke größere Schwierigkeiten auf als jene der Senioren.
 Teilnehmer: 25

### Sprunglauf Junioren
| Platz | Land | Sportler         | Verein                 | Weite            | Note  |
| ----- | ---- | ---------------- | ---------------------- | ---------------- | ----- |
| 1     | AUT  | Wilhelm Kals     | WSV Bad Aussee         | 19,0 m / 3 gest. | 1,888 |
| 2     | AUT  | Hans Lobenstock  | W.Sp.A Bad Mitterndorf | 19,0 m / 3 gest. | 2,166 |
| 3     | AUT  | Robert von Krapf | V.S.K./Sektion Villach | 18,0 m / 1 gest. | 3,166 |

Datum: 16. Februar 1913 vormittags

Teilnehmer: 19

Die neuerbaute an der Schattenseite im Wald gelegene Juniorenschanze erlaubte Sprünge bis zu 25 Meter.

Außer Konkurrenz sprangen auf der Juniorenschanze Thorleif Aas 24 m (Schanzenrekord), Sepp Bildstein 22 m und Sepp Obereder 21 m.

## Akademische Ski-Meisterschaft Österreichs 1913
| Platz | Land | Sportler         | Verein            | Note  |
| ----- | ---- | ---------------- | ----------------- | ----- |
| 1     | AUT  | Paul Rotter      | DEHG Prag         | 1,451 |
| 2     | AUT  | Josef Bildstein  | Ö.W.S.C. Wien     | 1,600 |
| 3     | AUT  | Josef Obereder   | V.S.S. Graz       | ?     |
| 4     | AUT  | Dr. Erwin Merlet | Skiklub Innsbruck | ?     |

Datum: 15. und 17. Februar 1913

Die Akademische Skimeisterschaft Österreichs wurde ebenfalls im steirischen Salzkammergut abgehalten. Die Meisterschaft setzte sich zusammen aus dem Langlauf der ÖSV-Meisterschaft in Bad Aussee vom 15. Februar und aus dem Sprunglauf in Mitterndorf vom 17. Februar.